# Karminsäure
Karminsäure ist eine chemische Verbindung und Hauptbestandteil des Farbstoffs Karmin. Die glucosefreie Verbindung ist die Kermessäure.

## Chemische Struktur
Karminsäure ist ein C-Glycosid mit einem Anthrachinon-Derivat als Aglycon und einer Glucose als Zucker-Einheit. Dabei ist der Zucker nicht  acetalisch, sondern über eine β-konfigurierte Kohlenstoff-Kohlenstoffbindung an das Aglycon gebunden. Eine Totalsynthese wurde 1991 veröffentlicht.

## Vorkommen und Gewinnung

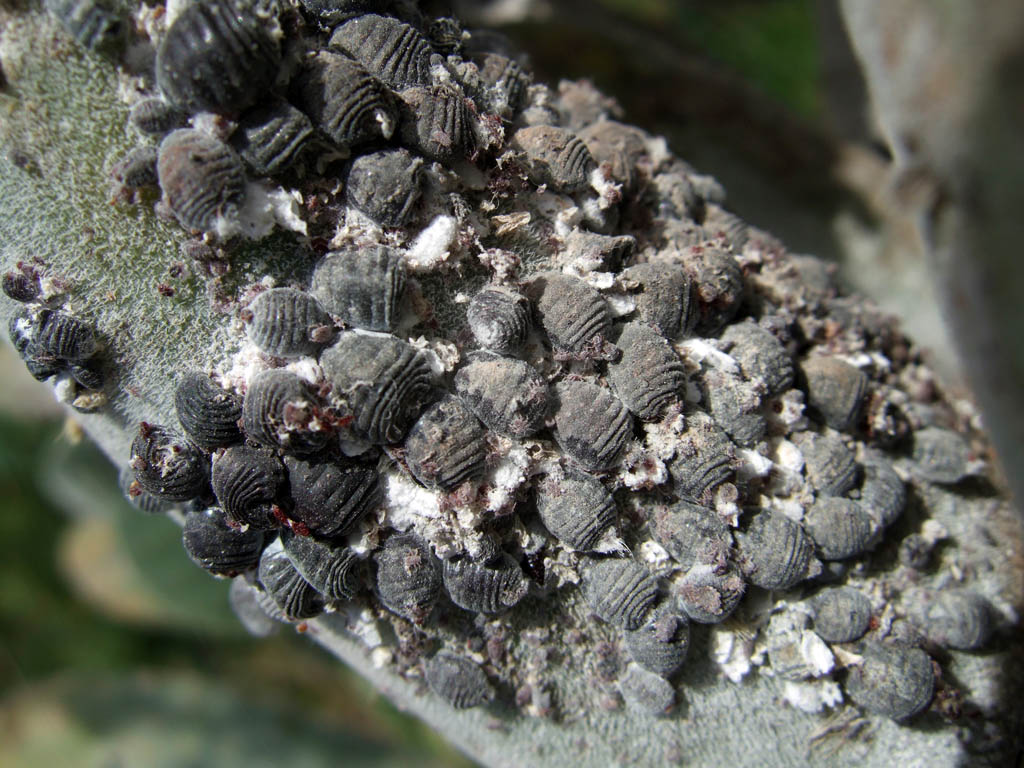
Cochenilleschildlaus-Kolonie auf einer Opuntie

Karminsäure kommt in der Natur in verschiedenen  Schildläusen, wie z. B. der Cochenilleschildlaus (Dactylopius coccus C.) vor und dient dem Insekt der Abwehr von Fressfeinden. Aus 1 kg getrockneten Cochenilleschildläusen erhält man etwa 50 g Karmin.

## Verwendung
In Deutschland wurde „Carminsäure“ durch die Farbstoff-Verordnung ab 1959 für die Verwendung in Lebensmitteln zugelassen. Zur Übernahme der Richtlinie des Rats zur Angleichung der Rechtsvorschriften der Mitgliedstaaten für färbende Stoffe, die in Lebensmitteln verwendet werden dürfen in nationales Recht wurde die Farbstoff-Verordnung 1966 angepasst und für „Karminsäure“ die E-Nummer E 120 aufgenommen. Ab 1978 wurde die Verwendung in Deutschland durch die Zusatzstoff-Zulassungsverordnung geregelt. Durch die Verordnung (EG) Nr. 1333/2008, die am 20. Januar 2009 in Kraft trat, ist die Verwendung von „Echtem Karmin“ als Lebensmittelzusatzstoff E 120 im ganzen EWR einheitlich geregelt. Es darf für Konserven von roten Früchten, Käse, Fischrogen-Imitate, Maronenkrem, Brotaufstriche aus Obst und Gemüse, Frühstücksgetreidekost, Wurst und Fleischzubereitungen, Fisch und Krebstiere, Fisch- und Krebstierpaste und  aromatisierte Getränke (z. B. Campari) verwendet werden. Je nach Anwendung liegt die zulässige Höchstmenge zwischen 50 und 250 mg/kg. Für spezielle Anwendungen, wie essbare Wurstumhüllungen, gibt es keine Mengenbegrenzungen (quantum satis).
Als Surrogat wird der synthetische Azofarbstoff Cochenillerot A (E 124) verwendet. In der Kosmetik-Industrie findet der Farbstoff nach wie vor Anwendung in Lippenstiften.